# Repalle
Repalle è una suddivisione dell'India, classificata come municipality, di 41.319 abitanti, situata nel distretto di Guntur, nello stato federato dell'Andhra Pradesh. In base al numero di abitanti la città rientra nella classe III (da 20.000 a 49.999 persone).

## Geografia fisica
La città è situata a 16° 1' 0 N e 80° 50' 60 E e ha un'altitudine di 6 m s.l.m..

## Società

### Evoluzione demografica
Al censimento del 2001 la popolazione di Repalle assommava a 41.319 persone, delle quali 20.465 maschi e 20.854 femmine. I bambini di età inferiore o uguale ai sei anni assommavano a 4.208, dei quali 2.097 maschi e 2.111 femmine. Infine, coloro che erano in grado di saper almeno leggere e scrivere erano 28.704, dei quali 14.749 maschi e 13.955 femmine.